# 古大同寺
古大同寺是湖南省津市市城区以南、大同山上的佛寺。始建于唐朝咸通年间（公元860年－874年），唐朝高僧广澄济祖取「大同无我」之意，直指人心，同归于一，命寺名为“大同”，并赋为九祖道场。又有“古以别于今诸大同”之说。